# Jannik Dehm
Jannik Dehm (* 2. Mai 1996 in Bruchsal) ist ein deutscher Fußballspieler. Er steht seit Juli 2025 bei der SpVgg Greuther Fürth unter Vertrag.

## Karriere

### Verein
Dehm wechselte 2012 vom FC Germania Friedrichstal in die Jugend des Karlsruher SC. Dort durchlief er die Jugendmannschaften von der U-17 bis zur zweiten Mannschaft. Am zweiten Spieltag der Saison 2015/16 kam er zu seinem ersten Profieinsatz in der 2. Bundesliga, als er in der Partie gegen den FC St. Pauli auf der Position des Rechtsverteidigers in der Startelf stand. Nach nur einem weiteren Profieinsatz, dem Pokalspiel gegen den SSV Reutlingen, in dem Dehm in der 90. Minute wegen einer Notbremse des Feldes verwiesen worden war, wechselte er zur zweiten Mannschaft der TSG 1899 Hoffenheim.
Nach 85 Einsätzen in der Regionalliga Südwest unterschrieb Dehm am 10. Juni 2018 einen Zweijahresvertrag beim Zweitligisten Holstein Kiel. Dort wurde er in seiner ersten Saison als rechter Verteidiger auf Anhieb Stammspieler. In der Vorbereitung auf die folgende Saison 2019/20 prallte Dehm im Testspiel gegen Sheffield Wednesday jedoch mit Sam Hutchinson zusammen und brach sich das linke Schienbein.
Zur Saison 2021/22 wechselte Dehm ablösefrei zum Ligakonkurrenten Hannover 96, wo er einen Zweijahresvertrag erhielt.
Im Sommer 2025 wechselte er zur SpVgg Greuther Fürth und unterschrieb einen Vertrag bis 2027.

### Nationalmannschaft
Dehm spielte für die deutsche U-18- und U-19-Nationalmannschaft.